# Yigoga improcera
Yigoga improcera là một loài bướm đêm trong họ Noctuidae.